# Aventurier
 (janvier 2018).
Un aventurier est une personne dont la vie est faite de confrontations avec des univers, qu'il pénètre sans en être naturellement familier, par simple goût de l'inconnu ou avec d'autres buts, sans en redouter les risques et en restant prêt pour toute aventure se présentant.
Un aventurier contemporain ou professionnel est une personne qui prend volontairement des risques plus élevés dans des projets réalisés en plein air ou dit outdoor. Les risques pris dépassent le risque quasi inexistant d'une activité outdoor régulière pratiquée par le sportif classique. Plus un risque est grand, plus la probabilité de réussir l'objectif ou le projet est faible. L'issue finale du projet est donc incertaine. Le risque est augmenté avec le danger grandissant : les conditions environnementales plus extrêmes, la durée du projet est plus longue ou le terrain où le projet est réalisé est plus difficile.

## Histoire
Dans l’histoire ancienne Démétrios de Pharos, Catilina ou Allectus peuvent certainement être considérés comme des aventuriers. Au Moyen Âge le nom de routier, mais pas encore d'aventurier, a été donné à des troupes de mercenaires comme les Grandes compagnies qui vendaient leurs services au plus offrant. Certains de leurs chefs se sont alliés avec des familles de grande noblesse comme Rodrigue de Villandrando avec Marguerite de Bourbon ou Jean Salazar avec Marguerite de la Trémoille et ont occupé d’importantes fonctions au sein du royaume de France.
Plus tard le nom a aussi qualifié les pirates, flibustiers et corsaires.

## Aventuriers outdoor contemporains
Depuis que les explorateurs ont visité la plupart des régions du globe, des aventuriers contemporains visitent certains lieux reculés et repoussent des limites en prenant plus de risques dans des projets outdoors variés. Ces personnes se retrouvent régulièrement dans les médias pour raconter leurs exploits. Certains aventuriers sont professionnels puisqu'ils vivent de produits dérivés de leurs expériences: conférences, livres, articles de magazines, films documentaires, sponsors, guides de voyages aventureux, sponsoring / influence, consultant pour un organisme qui veut apprendre d'un spécialiste d'une région particulière pour par exemple faire securiser un tournage de cinéma, ...
Un aventurier est différent de l'explorateur contemporain qui est une personne qui revient avec un enseignement scientifique ou de la nouvelle connaissance documentée d'un lieu. Certains aventuriers utilisent leurs projets parler d'une problématique écologique ou sociétale et certains lèvent des fonds pour aider une association.
Voici des types de personnes qui peuvent s'apparenter à des aventuriers. Le premier type est le profil correspondant le plus à l'aventurier contemporain puisqu'il y a souvent la recherche du risque maximal et une recherche de soi-même à se confronter aux éléments et lieux visités.

### Aventurier partant en expédition
La personne ou groupe de personnes qui prépare une expédition répond le plus à la notion de ce qu'est un aventurier contemporain; car dans ces expéditions, l'aventurier fait le choix de prendre des risques plus grands soit pour explorer d'une manière différente soit pour réussir à atteindre un point difficile d'accès ou tout simplement se mettre plus en danger pour réaliser un exploit. Les projets peuvent être itinérants ou statiques. Différents facteurs augmentent le risque: la solitude, la durée plus grande à l'exposition au dangers naturels (météo, saison, type de terrain) ou dangers dus à un territoire instable politiquement, le refus de certaines assistances extérieures, tenter d'accéder à des endroits techniquement difficiles d'accès à propulsion humaine.
Les grands aventuriers sont reconnus pour avoir réussi des projets très engagés, à haut risque où ils ont eu plusieurs choses: une préparation impeccable, une excellente force mentale, une bonne forme physique, une capacité d'adaptation pour résoudre les problèmes qui surgissent; et une certaine chance. Il y a aussi un risque accru si les secours sont difficiles ou impossibles car certaines régions du globe nécessitent de grands moyens logistiques et parfois plusieurs jours pour réaliser une opération de secours.
Exemples: Rester plusieurs semaines sous terre, sous l'eau ou dans l'espace, pratiquer l'escalade ou l'alpinisme technique sur une voie engagée et/ou en haute altitude, traverser un océan à la rame ou un désert à pied, traverser un territoire froid ou de type polaire à ski, pagayer en kayak de mer sur des milliers de kilomètres, descendre en kayak de longues rivières,...

### Aventurier-voyageur
Voyageurs au long cours parcourant des distances de milliers de kilomètres durant des mois ou années à cheval, à vélo, à moto ou dans certains cas en voiture dans des régions lointaines où traversant des pays ou territoires à risque  à cause de la population ou de certains dangers naturels. Lors de ce type de voyages, l'aventurier-voyageur recherche principalement la rencontre avec l'autre et visite rarement des lieux visités par le tourisme de masse. Il n'y a pas de recherche de risque ou de performance dans ce type d'aventure.
Exemples: voyages traversant des continents entiers ou autour du globe, traverser une chaîne de montagne à pied, une jungle ou longer une rivière en passant par des villages, expéditions motorisées hors routes.

### Athlète outdoor ou sportif en endurance
Personne qui pratique son sport sur souvent plusieurs jours: à la voile, en trail ou course à pied, en cyclisme, en natation... Les projets ont souvent comme objectif de battre un record en distance ou en vitesse. Ces projets sont réalisés le plus souvent par un seul athlète qui est suivi par une équipe d'assistance. Le défi est personnel ou réalisé lors d'une course organisée avec plusieurs participants qui s'affrontent pour être le plus rapide ou le plus endurant. La performance physique est prépondérante par rapport au risque pris.
Exemples: navigateur lors d'une course à la voile, traileur lors d'une course de plusieurs centaines de kilomètres, traileur qui tente de battre un record de vitesse comme un FKT sur un parcours naturel.

### Sportif de l'extrême
Personne qui pratique un sport dit extrême où tout accident amène vers des blessures graves ou une mort certaine. Ces défis ont très souvent une durée courte dans le temps, de quelques minutes à quelques heures d'activité. Le sportif ici est à l'apogée de la maîtrise technique dans sa discipline.
Exemples: saut en wingsuit, basejump, slackline en haute altitude, apnée, descente à ski ou VTT, immersion longue durée en eau froide,...

### Survie planifiée ou accidentelle
Personne (ou groupe de personnes) qui se retrouve dans une situation où elle doit se débrouiller avec peu pour trouver les ressources nécessaires à sa survie. Cette situation de survie peut donc être voulue ou accidentelle. Ces expériences sont remarquables lorsqu'on dépasse des semaines puisque le corps et le mental sont mis à rude épreuve sur un temps long. 
Exemples: le jeu de téléréalité ALONE ou Retour à l'instinct primaire, survie de l'équipe de Rugby dont l'avion s'est écrasé dans les Andes.

## Aventuriers de fiction

### En littérature
Le terme Aventure dans certains titres de roman, qui relève du classement en Roman d'aventures ne veut pas dire pour autant que le héros du livre est un aventurier. Ainsi, le qualificatif d’aventurier ne peut s’appliquer à Robinson Crusoé qui est plutôt victime des évènements. C'est également le cas quand le titre utilise le terme de « Voyages », comme dans Les Voyages de Gulliver ou les Voyages extraordinaires de Jules Verne dont les héros se trouvent parfois entraînés malgré eux dans des aventures non désirées. On y rencontre cependant des aventuriers comme le Capitaine Nemo ou Robur le conquérant.
En revanche, peuvent certainement être qualifiés d’aventuriers des personnages comme Daniel Dravot personnage principal de L'Homme qui voulut être roi de Rudyard Kipling ou le héros de Au cœur des ténèbres de Joseph Conrad et qui présentent de nombreuses similitudes avec des aventuriers réels comme Antoine de Tounens.
L'archétype de l'aventurière est certainement Milady de Winter dans Les Trois Mousquetaires. On peut également citer Irène Adler, qui s'oppose à Sherlock Holmes, et la Comtesse de Cagliostro, ennemie d'Arsène Lupin.
Arsène Lupin présente lui aussi certaines caractéristiques d’un aventurier, par son origine sociale mixte, son goût de l’aventure, son manque de morale, même s'il répugne à utiliser la violence et a un côté justicier.

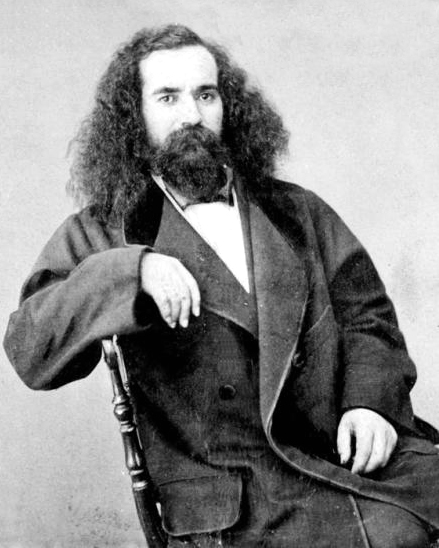
Antoine de Tounens
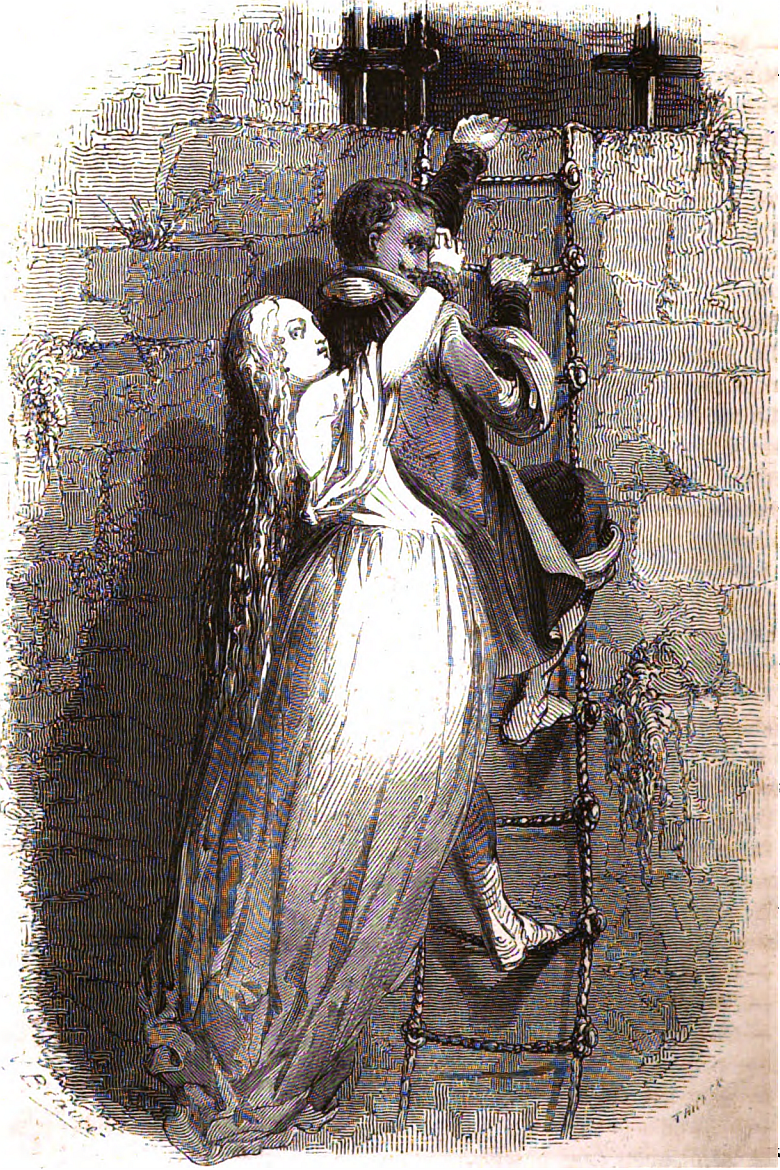
Milady de Winter
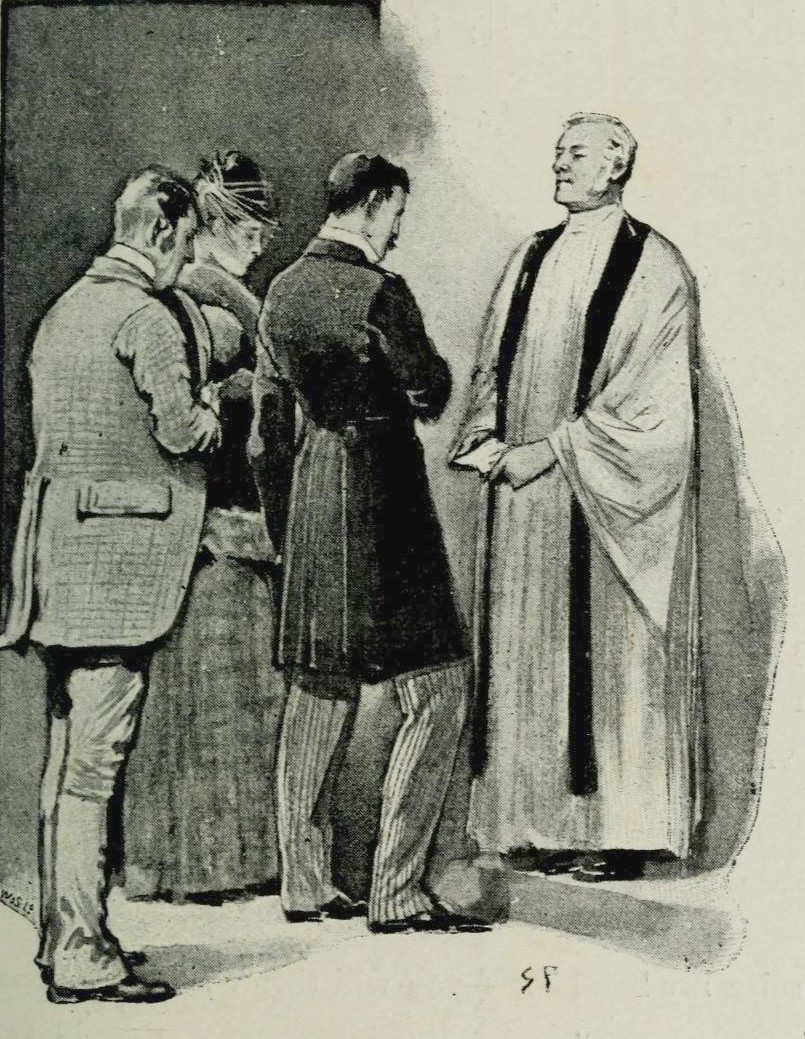
Irène Adler et Sherlock Holmes
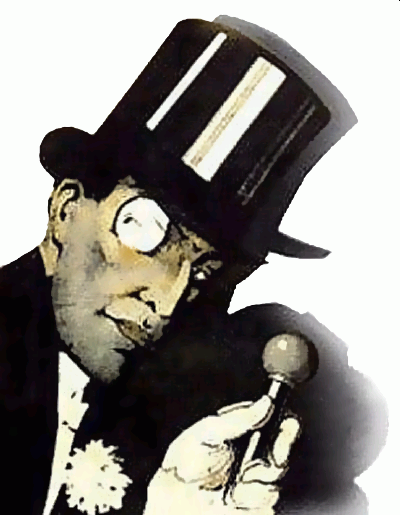
Arsène Lupin

### Dans labande dessinée
Dans les aventurières, on peut citer Chihuahua Pearl dans la série Blueberry ou Lady X dans la série Buck Danny.
Le personnage de bande-dessinée et de dessin-animé de Disney Balthazar Picsou, canard anthropomorphe et multimilliardaire, est également un aventurier. En effet et bien plus que ses occupations de PDG de ses nombreuses sociétés, la vie de ce personnage consiste surtout en des expéditions dangereuses à la recherche de lieux de légende tels que l'eldorado ou l'Atlantide et de trésors tels que les gants magiques de Midas ou la toison d'or, expéditions durant lesquelles il se retrouve souvent confronté à des temples piégés, des monstres mythologiques, des malédictions en tous genres et de puissants ennemis.

### Au cinéma
Ils sont nombreux avec des héros « positifs » comme Indiana Jones ou Allan Quatermain partant à la recherche de cités perdues ou luttant contre les forces du mal mais avec certains moins nobles comme le colonel Kurtz dans Apocalypse Now.

### Dans les jeux vidéo
Nathan Drake ou Lara Croft, héros respectifs des sagas vidéoludique Uncharted et Tomb Raider, sont des aventuriers notables, parcourant le monde à la recherche de trésors perdus.